# 陶恩培
陶恩培（1802年—1855年），字益之，號问云。浙江山陰人，清朝官员，進士出身。
道光十五年（1835年）進士，授翰林院庶吉士。道光十六年（1836年）散館授編修。歷官四川鄉試正考官，提督福建學政，遷御史。咸豐元年（1851年）镇压衡山、安仁、浏阳、醴陵等地太平軍。咸豐四年（1854年）迁山西按察使，不久调往江苏，再擢湖北巡抚。
咸豐五年（1855年）秦日綱在廣濟擊敗湖廣總督楊霈。二月二十七日，太平軍第三次攻佔武昌，陳玉成、韋俊部破漢陽門，恩培見大勢已去，投武昌市郊蛇山紫阳塘自杀，巡撫陶恩培以下，大半殉難。清廷封為骑都尉兼云骑尉世職，諡文節。工书法。

## 延伸阅读
[在维基数据编辑]
 《清史稿·卷395》，出自趙爾巽《清史稿》